# Eduard Miloslavić
Eduard Miloslavić (Oakland, Kalifornija, 20. prosinca 1884. – Madrid, 13. studenoga 1953.), hrvatski patolog i sudski medicinar.

## Životopis
Eduard Miloslavić rodio se 20. prosinca 1884. godine u Oaklandu u Kaliforniji, (SAD), od oca Luka iz Postranja, iz Lapačina - Župa dubrovačka i majke Vice rođ. Milković. 

### Djetinjstvo, školovanje i Prvi svjetski rat
Otac Luko iz Postranja 1878. godine odlazi u Dubrovnik, te se iste godine ženi Vicom. Nedugo zatim, kao hrvatski emigranti, napuštaju Dubrovnik i sele se u Sjedinjene Američke Države. Živjeli su u Kaliforniji, u gradu Oaklandu i tu im se rodilo više djece među kojima i Eduard. Nakon pet godina, ne mogavši se naviknuti na život izvan domovine, vratili su se u Dubrovnik. Tu je Eduard završio osnovnu i srednju školu, a potom je izabrao studij medicine na sveučilištu u Beču koji završava 1908. godine. Već kao student bavio se znanstvenim radom, a svoje članke je objavljivao u dubrovačkim periodičkim listovima. Završivši studij, kao doktor medicine, bio je asistent za patološku anatomiju na Medicinskom fakultetu u Beču. Istodobno je surađivao i s Patološkim institutom Vojne bolnice u Beču, pa se tu istakao kao znanstvenik. U Prvom svjetskom ratu bio je mobiliziran u austrougarsku vojsku, a kao vojni liječnik je radio i u Beogradu. Godine 1917. nominiran je docentom na bečkom sveučilištu, a potom i profesorom patologije.

### SAD
Godine 1920. je prihvatio poziv Marquette Universityja u Milwaukeeju, sav. država Wisconsin, SAD, pa je kao profesor patologije na tom sveučilištu preuzeo Katedru patologije, bakteriologije i forenzičke medicine i tu je radio do 1932. godine.
Od 1923. godine osim što je predavao na Sveučilištu, bio je i glavni liječnik sudski vještak u državi Wisconsin. Sljedećih godina, Doc Milo, kako su ga kolege zvale, bavio se znanstvenim istraživanjem na polju forenzičke patologije, pa je u SAD-e inaugurirao novu specijalnost – kriminalističku patologiju. Kao istaknuti specijalist bio je uključen u istraživanja kriminalnih nedjela Al Caponeove družine. Jedan je od osnivača International Academy for Forensic Medicine. Postao je članom mnogih američkih i europskih znanstvenih udruženja i akademija. Usto je bio vrlo aktivan među hrvatskim emigrantima, surađujući u njihovim udrugama a bio je i dopredsjednik Croatian Fraternal Union (CFU) u SAD-u.

### Zagreb i Drugi svjetski rat
Kada je učenje sudske medicine postalo obveznim na Medicinskom fakultetu u Zagrebu, imenovan je redovitim profesorom i šefom Katedre za sudsku medicinu 1932. godine i pozvan u Zagreb, gdje se potom i doselio iz SAD-a. Tu je osnovao i Institut za sudsko vještačenje koji je smatran najboljim u Europi i Americi.[nedostaje izvor] U Institutu je imao laboratorij s balistoskopom, histološki i kemijsko-toksikološki laboratorij, bogati arhiv s fotodokumentacijom, knjižnicu i muzej. Bio je također predavačem pastoralne medicine na Bogoslovnom fakultetu u Zagrebu. Podučavao je buduće svećenike o problemima zaraze s bolesnicima i umirućima, i mogućim psihopatološkim problemima u ispovjedaonicama. Energično se borio protiv abortusa i eutanazije, iskorištavajući svaku priliku kako bi iznio svoje gledište. Godine 1937. na tom je fakultetu proglašen i počasnim profesorom pastoralne medicine. Bavio se kriminološkom antropologijom a opisao je i jedan, do tada nepoznat, simptom prividne smrti
Kao znanstvenik, postao je poznat u cijelom svijetu, pa su mu nudila mjesta istaknuta udruženja liječnika iz Njemačke, Austrije i Londona. Godine 1940. bio je izabran članom prestižnog "Medico-Legal Society" u Londonu a 1941. godine unaprijeđen je stalnim članom Tzarist Leopoldine Carolingue Academy of Natural Sciences u Njemačkoj i doktor honoris causa (počasni doktor) na sveučilištu u Beču, gdje je i započeo svoju znanstvenu karijeru. Od travnja do rujna 1941. godine obavljao je dužnost dekana Medicinskog fakulteta u Zagrebu (pri nominaciji održao je govor, u kojemu je istaknuo obvezu liječnika da bude primjer i u medicini i u moralu). Nakon njegove inicijative u Sarajevu je 1944. godine osnovan Medicinski fakultet u vrijeme NDH režima.
Zbog svjetske slave liječnika sudskog vještaka i specijalista za sudsku medicinu, a posebno za balistoskopiju, kao jedan od predstavnika International Committee of Red Cross 1943. godine član je Međunarodnog povjerenstva koje istražuje masovni zločin u Katynskoj šumi u Poljskoj. Tijekom zime 1942./43. godine u toj je šumi, 17 km od Smolenskog, pokraj rijeke Dnjepra, u blizini poljskog grada Katyna pronađeno sedam velikih jama u kojima je bilo zatrpano 21.768 ubijenih poljskih časnika ubijenih na početku Drugog svjetskog rata. Povjerenstvo je imalo 12 članova, istaknutih svjetskih vještaka iz sudske medicine. Oni su utvrdili istinu o tom zločinu u Poljskoj koji je počinio sovjetski komunistički režim ubojstvom časničkog i dočasničkog kadra poljske vojske u Katynskoj šumi u mjesecu ožujku ili travnju 1940. godine. O tome je prof. Miloslavić pisao u Hrvatskom narodu 4. svibnja 1943. godine a njemačkoj novinarki A. Hausberger dao je intervju u Spremnosti u kojem optužuje Sovjete.
Prof. dr. Eduard Miloslavić je koncem 1944. godine napustio Zagreb i Hrvatsku i vratio se u SAD, u St. Louis, Missouri. Tu je bio predavačem na tamošnjem sveučilištu kao profesor sudske medicine, proslavljeni "majstor od balistoskopa", sve do svoje smrti.
Poslije Drugog svjetskog rata, partizanski sud osudio ga je na smrtnu kaznu u izočnosti.
Umro je za jednog simpozija u Španjolskoj a pokopan je u Americi.